# Blue Boys
Blue Boys var en dansk vokalgruppe, der blev dannet i 1949 som en duo bestående af spejder- og soldaterkammeraterne Jørgen Pedersen og Bjarne Rydstrøm.
Blandt deres mest kendte sange kan nævnes : "Ud på flisen Karoline" (1958), "Oppe på bjerget" (1954), ”Hvergang du smiler lidt til mig” (1955), "En skraldemand ta'r skraldet" (1961), "Charlie Brown" (1959), "Tammy", "Hvem har lånt min gamle hat" (1958) og "Falleri Fallera", "Døllefjælde-Musse" (1972).
Omkring ca. 1950 kom Otto Nielsen med og de optrådte i et par år som trio, indtil John Mogensen gjorde det til en kvartet i 1952. Op gennem 1950'erne blev de meget populære på deres vokalharmonier i amerikanske og danske schlagere. De blev landskendt, da de i 1954 indsang "Oppe på bjerget", der solgte 150.000 eksemplarer. I flere år var de faste gæster hos Volmer-Sørensen i fjernsynsshowet TV i Tivoli, som blev sendt i Nordvision det sidste halvandet år. Det var medvirkende til at Blue Boys turnerede en del i Sverige herunder radio - og TV jobs med afstikker til norsk radio og TV. Mogensen var med til at starte Four Jacks i 1956, og trådte ud af gruppen, hvorefter John Nielsen kom til i stedet. I 1958 blev Otto Nielsen afløst af Palle Reinert. I 1969 fejrede gruppen 20-års jubilæum i Tivolis Koncertsal, hvor de fik overrakt en guldplade for en million solgte plader. Trods den store succes beholdt alle medlemmerne deres borgerlige erhverv, idet Jørgen Pedersen var reklamemand, Bjarne Rydstrøm havde egen møbelforretning, Otto Nielsen var ingeniør hos B&W og Palle Reinert (som afløste Otto Nielsen i 1958) var taxavognmand. I en årrække havde gruppen egen grammofonplade og musik forretning Blue Boys Shop på Gl. Kongevej på Frederiksberg, som John Nielsen senere overtog, da han i efteråret 1966 stoppede i Blue Boys.
Med John Nielsen udtræden valgte Blue Boys at fortsætte som trio suppleret med akkompagnatør på  Farfisa orgel. John Nielsen fik i øvrigt ordren på at levere orglet, og blev i hele taget hovedleverandør af udstyr. Blue Boys trak på følgende akkompagnatører: Bertrand Bech, Hans Fjeldsted og Otto Francker  med Hans som den gennemgående figur (blev senere 4. mand i Blue Boys). Hans Fjeldsted stoppede i  efteråret 1972 og nu blev Kim Reinert (Palles søn) fast mand i Blue Boys på bas og guitar.  
Blue Boys fik et stort come back I 1972  med hittet ”Døllefjælde-Musse”, som lå nummer 1 på Dansktoppen i adskillige uger. Hittet blev en sællert og lå I alt 13 uger på Dansktoppen. Nummeret blev lavet i samarbejde med Johnny Reimar og Helmer Olesen på STARBOX. Det blev til adskillige pladeindspilninger i samarbejde med Johnny Reimar. Derudover blev det også til et samarbejde om kor til Johnny Reimar og hans smølfer.
Da Johnny Reimar i 1978 udsendte sit første album med Smølferne, Johnny Reimar i Smølfeland, var det Blue Boys' vokaler der var blevet sat op i dobbelt-tempo for at lave smølfe-stemmerne. Johnny Reimar i Smølfeland solgte over 100.000 eksemplarer, og fra 1978–81 udkom adskillige album med Smølferne.

## Medlemmer
- Jørgen Pedersen
- Bjarne Rydstrøm
- Otto Nielsen (afløst af Palle Reinert i 1958)
- John Mogensen (afløst af John Nielsen i 1956)
- John Nielsen (afløste John Mogensen i 1956)
- Palle Reinert (afløste Otto Nielsen i 1958)

## CD
- CD Blue Boys...stadig swingende(1989)
- Blue Boys med Poul Godskes orkester
- Stardust Musikproduktion SDCD 9101